# Hangyang Sino Plaza
L'Hangyang Sino Plaza est un ensemble de trois gratte-ciel en construction à Nanning en Chine. Deux d'entre eux s'élèveront à 232 mètres et le troisième à 226 mètres. Leur achèvement est prévu pour 2018. 